# Стойшитч, Тереция
Тереция Стойшитч (нем. Terezija Stoisits; 14 ноября 1958 года, Штинац, Австрия) — австрийский политик, представитель зелёных в Национальном совете Австрии с 1990 по 2007 год. С 2007 по 2013 год занимала в австрийском парламенте пост омбудсмена.

## Ранние годы
Тереция Стойшитч выросла в Штинаце (Южный Бургенданд), населённом градищанскими хорватам, владеет немецким и хорватским языками. Окончила реальную гимназию в Гюссинге в 1977 году. После этого поступила в Венский университет на юридический факультет, в 1985 году окончила его со степенью магистра юриспруденции. В течение года стажировалась в суде, затем перешла на работу в Федеральное министерство образования, искусства и спорта.

## Политическая карьера

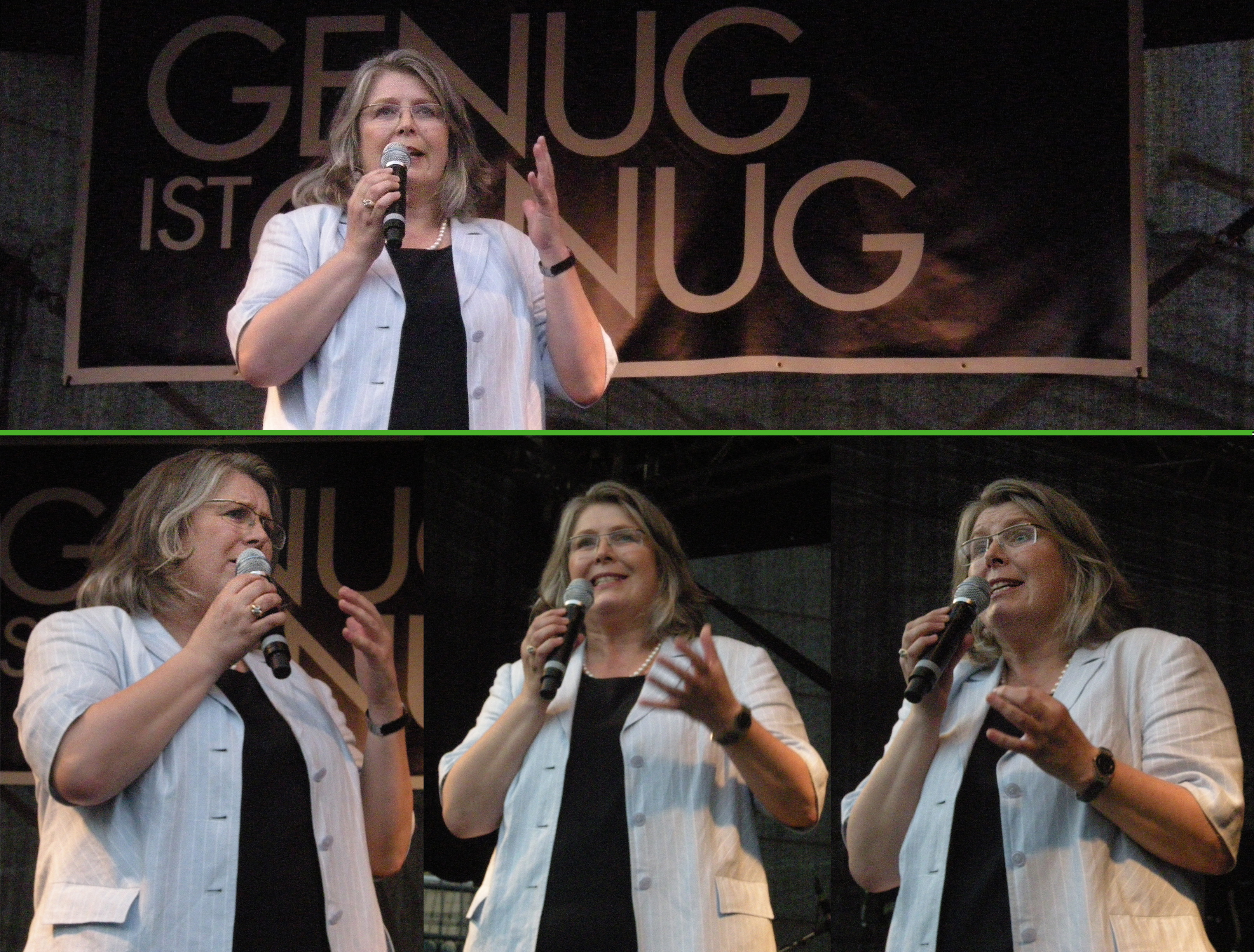
Тереция Стойшитч в Вене (2010)

5 ноября 1990 года Стойшитч приняла присягу в качестве депутата Национального совета Австрии. С 1992 по 1996 годы входила в совет партии Зелёных. Выступала как представитель так называемой  «десятой федеральной земли» — организации этнических групп и мигрантов. Выступала в роли пресс-секретаря партии, занималась вопросами правосудия, этнических меньшинств, миграции, прав человека. Участвовала в работе нескольких комитетов, в том числе комитета внутренних дел, вооруженных сил и культуры. С 1999 по 2002 год возглавляла парламентский комитет по правам человека. Кроме того входила в состав Австрийского конвента (собрания, готовившего доклад о конституционной реформе), являлась членом австрийской делегации в Парламентской ассамблее Совета Европы 2000 года, членом совета Национального фонда Австрийской Республики и членом совета Фонда примирения.
30 июня 2007 сложила полномочия депутата Национального совет, чтобы 1 июля 2007 года вступить в должность парламентского омбудсмена, первого представителя Зелёных в этом качестве. Занимала пост до 30 июня 2013 года. С октября 2013 года вернулась на государственную службу в Министерство образования в качестве куратора по правам человека. С сентября 2015 года назначена представителем по делам беженцев в школе.
Как депутат, особое внимание уделяла вопросам этнических меньшинств, прав человека, миграции и правосудия. В парламенте запомнилась тем, что начинала свои выступления с фразы на градищанско-хорватском языке: «Dobar dan, poštovane дама i gospodo» (с хорв. — «Добрый день, уважаемые дамы и господа»).
В декабре 1993 года в адрес Стойшитч по почте была прислана бомба. Её отправил Франц Фукс, австрийский террорист-ксенофоб. Бомба была вовремя обнаружена и обезврежена.
В 2002 году от израильская община Вены наградила Стойшитч медалью Маргарет и Фридриха Торберг.
В 2013 году президентом Хайнц Фишер вручил Большой серебряный знак на ленте за заслуги перед Австрийской Республикой.

## Личная жизнь
Тереция Стойшитч состоит в незарегистрированном браке с Бруно Айгнером, бывшим пресс-секретарём президента Хайнца Фишера). У пары есть сын.